# Historia o Szczęściu
Historia barzo miła i wesoła ku czcieniu, ktora jest rzeczona i wypisana o Szczęściu a o Swej woli a zwłaszcza o żywocie dworskim – polskie opowiadanie alegoryczne, wydane w 1522, przekład z języka czeskiego.
Utwór jest przekładem z czeskiego dzieła z XV wieku zatytułowanego Traktátecz, kterýž má jmeno Pán Rady autorstwa prawdopodobnie Hynka z Podiebradów. Historia została wydana w Krakowie przez Hieronima Wietora w 1522. Pełny egzemplarz nie zachował się. Do II wojny światowej osiem kart znajdowało się w Bibliotece Kapitulnej w Sandomierzu. Drugie wydanie ukazało się w 1524 pod tytułem: Fortuny i Cnoty rożność w Historyi o niektorym młodzieńcu ukazana, w ktore jest wypisan żywot świetski a zwłaszcza Żywot dworski. Pierwsze wydanie poprzedzone zostało listem dedykacyjnym Wietora do Krzysztofa Szydłowieckiego, datowanym na 17 maja 1522. W liście tym drukarz podkreślał m.in. swoje zasługi w popularyzacji języka polskiego w literaturze. Tłumacz Historii nie jest znany. Mógł nim być Biernat z Lublina lub Jan z Koszyczek. Redaktorem drugiego wydania mógł być Jan Sandecki-Malecki.
Historia opowiada o młodzieńcu, który trafił do miasta rządzonego przez Pana Szczęście. Dzięki pomocy Żądliwości, Przechyry, Opatrzności, Słowotwora i Swawoli dostaje się na dwór władcy. Nie chce jednak korzystać z rad Roztropnego, Sprawiedliwego, Miernego, Miłosiernego, Cnego i Mężnego. Popada w konflikt ze spotkanym w gospodzie Przygodą. Kończy się to dla młodzieńca pobiciem i opuszczeniem przez kompanów, a wreszcie odwiedzinami Pana Śmierci. Następujące po historii Morale wyjaśnia, że miasto symbolizuje świat, w którym każdy powinien kierować się cnotami, a unikać słabości.